# Hybanthopsis bahiensis
Hybanthopsis bahiensis är en violväxtart som beskrevs av Paula-souza. Hybanthopsis bahiensis ingår i släktet Hybanthopsis och familjen violväxter. Inga underarter finns listade i Catalogue of Life.